# Ovce tlustorohá
Ovce tlustorohá (Ovis canadensis) je jedním ze dvou druhů divokých severoamerických ovcí.

## Rozměry
Výška v kohoutku: samci – 106 cm
Délka (včetně ocasu):
- samci – 160–180 cm
- samice – 150 cm

Hmotnost:
- samci – 119–140 kg
- samice – 53–91 kg

## Popis
Srst je krátká a hladká, má hnědou barvu. V zimním období získává světlejší odstín. Beranům na hlavě vyrůstají mohutné zatočené rohy, které mohou vážit až 14 kg. Rohy samic jsou menší a méně zahnuté. Ovce tlustorohá je plně přizpůsobena životu ve skalnatém terénu, navzdory velké hmotnosti hlavy je schopna i plavat.
Ovis canadensis nelsoni je oproti ostatním poddruhům drobnější, její rohy jsou plošší.

## Rozšíření

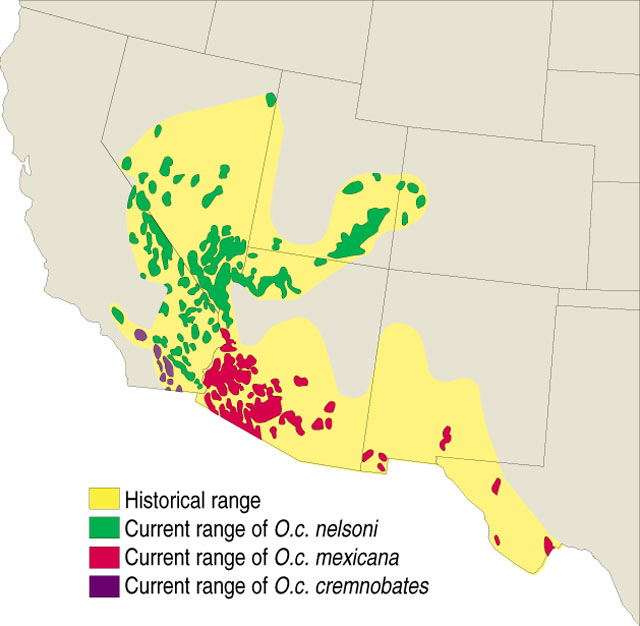
Mapa znázorňující původní a současné rozšíření pouštních poddruhů

Ovis canadensis canadensis a Ovis canadensis sierrae žijí ve Skalnatých horách od jižní Kanady až po Colorado. Domovem Ovis canadensis cremnobates, Ovis canadensis mexicana a Ovis canadensis nelsoni jsou suché oblasti Kalifornie, Nevady, Utahu, východního Colorada, jižní Arizony, jižního Nového Mexika a západního Texasu.

## Potrava
Jídelníček těchto zvířat je tvořen hlavně travinami, občas i listím. Pouštní poddruhy se živí suchomilnými rostlinami.

## Rozmnožování
K páření dochází v říjnu a listopadu. V té době spolu berani svádějí dlouhé souboje, během nichž do sebe narážejí čely. Údery jsou velmi silné, lze je zaslechnout až na vzdálenost 1,5 kilometru. Někdy se stává, že samci spolu zápasí i dvacet hodin, byl popsán souboj, který trval 25,5 hodiny. Ve stáří třinácti až patnácti let se berani stávají neplodnými a v období říje se zdržují mimo místa páření.

## Způsob života

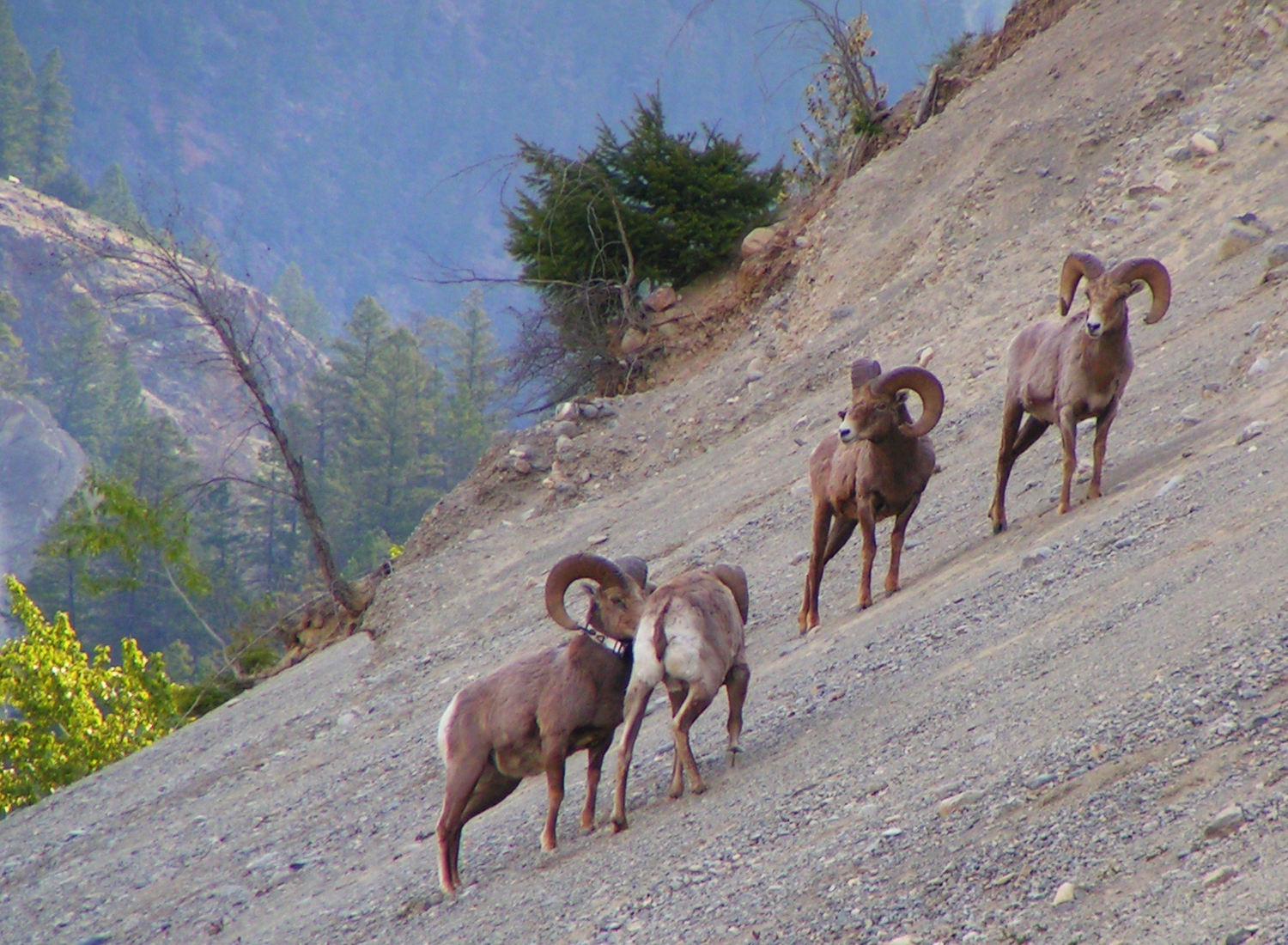
Ovce tlustorohé v Národním parku Kootenay

Ovce tlustorohé tvoří oddělená stáda samců a samic čítající asi deset zvířat (výjimečně více než sto), jež se v průběhu celého dne pasou. Vždy se zdržují v blízkosti skal, kam mohou v případě ohrožení uniknout. Pohybují se ve výškách 1 800–2 600 m n. m. V zimě se stahují do níže položených oblastí (750–1 500 m n. m.), aby se snáze mohly dostat k potravě, kterou vyhrabávají ze sněhu. Během těchto přesunů mohou urazit vzdálenost až 60 kilometrů. Obě pohlaví se setkávají v době říje a znovu se rozdělí po narození mláďat (květen a červen), jež zůstávají s matkami. Ve věku dvou až čtyř let opouštějí mladí samci samičí skupiny a připojují se ke stádům beranů.